# Great Balls of Fire (WWE)
Great Balls of Fire è stato un evento in pay-per-view di wrestling organizzato dalla WWE. L'evento, esclusivo del roster di Raw, si è svolto il 9 luglio 2017 all'American Airlines Center di Dallas (Texas).

## Storyline
Il 2 aprile, a WrestleMania 33, Brock Lesnar ha sconfitto Goldberg conquistando così l'Universal Championship per la prima volta. A causa dello status di part-time di Lesnar e dopo che Braun Strowman (che aveva sfidato Lesnar per lo Universal Championship) ha subito un infortunio al gomito che lo terrà fuori dalle scene per sei mesi, il General Manager di Raw Kurt Angle ha sancito un Extreme Rules Fatal 5-Way match per determinare lo sfidante allo Universal Championship di Lesnar tra Bray Wyatt, Finn Bálor, Roman Reigns, Samoa Joe e Seth Rollins. Tale match, svoltosi ad Extreme Rules, è stato vinto da Samoa Joe, il quale affronterà dunque Brock Lesnar a Great Balls of Fire per l'Universal Championship.
Nella puntata di Raw del 19 giugno Braun Strowman è tornato dal suo infortunio, causando la sconfitta di Roman Reigns nel suo match contro Samoa Joe. Successivamente, dopo averlo attaccato, Strowman ha sfidato Reigns ad un Ambulance match per Great Balls of Fire.
Nella puntata di Raw del 26 giugno il Cruiserweight Champion Neville ha sconfitto Lince Dorado; successivamente Titus O'Neil ha lanciato una sfida a Neville: lui e il suo assistito, Akira Tozawa, si affronteranno nel Kick-off di Great Balls of Fire con in palio il Cruiserweight Championship.
Nella puntata di Raw del 26 giugno Sasha Banks ha vinto un gauntlet match per determinare la contendente nº1 al Raw Women's Championship di Alexa Bliss eliminando per ultima Nia Jax; di conseguenza, un match titolato tra Alexa Bliss e Sasha Banks è stato annunciato per Great Balls of Fire.
Nella puntata di Raw del 26 giugno, dopo che Seth Rollins ha sconfitto Curt Hawkins, Bray Wyatt è apparso sul titantron per uno dei suoi mind-games nei confronti di Rollins. Un match tra Bray Wyatt e Seth Rollins è stato dunque sancito per Great Balls of Fire.
Dopo essere stati attaccati diverse volte nel backstage nelle settimane precedenti, nella puntata di Raw del 19 giugno Big Cass ha effettuato un turn heel attaccando il suo ex compagno Enzo Amore; la settimana successiva Cass ha finto di essere tornato dalla parte di Amore per poi attaccarlo nuovamente. Nella puntata di Raw del 3 luglio Cass è stato attaccato da Amore ed un match tra i due per Great Balls of Fire è stato sancito.
Il 4 giugno, a Extreme Rules, The Miz ha sconfitto Dean Ambrose conquistando così l'Intercontinental Championship per la settima volta. Nelle settimane successive Ambrose e The Miz si sono attaccati vicendevolmente e lo stesso The Miz si è alleato con Bo Dallas e Curtis Axel per poter contrastare Ambrose, formando il Miztourage. Il 3 luglio è stato dunque sancito un rematch titolato tra Ambrose e The Miz.
Il 30 aprile, a Payback, gli Hardy Boyz hanno difeso con successo il Raw Tag Team Championship contro Cesaro e Sheamus. Il 4 giugno, a Extreme Rules, Cesaro e Sheamus hanno sconfitto gli Hardy Boyz in uno Steel Cage match, conquistando il Raw Tag Team Championship. Dopo vari scontri negli show settimanali, il 3 luglio è stato sancito un 30–minute Iron Man match tra i due team per il Raw Tag Team Championship.

## Risultati
| #       | Incontri                                                  | Stipulazioni                                          | Durata |
| ------- | --------------------------------------------------------- | ----------------------------------------------------- | ------ |
| Kickoff | Neville (c) ha sconfitto Akira Tozawa (con Titus O'Neil)  | Single match per il WWE Cruiserweight Championship    | 11:40  |
| 1       | Bray Wyatt ha sconfitto Seth Rollins                      | Single match                                          | 12:10  |
| 2       | Big Cass ha sconfitto Enzo Amore                          | Single match                                          | 05:25  |
| 3       | The Bar (c) ha sconfitto gli Hardy Boyz per 4-3           | Iron man match per il WWE Raw Tag Team Championship   | 30:00  |
| 4       | Sasha Banks ha sconfitto Alexa Bliss (c) per count-out    | Single match per il WWE Raw Women's Championship      | 11:40  |
| 5       | The Miz (c) (con Maryse) ha sconfitto Dean Ambrose        | Single match per il WWE Intercontinental Championship | 11:20  |
| 6       | Braun Strowman ha sconfitto Roman Reigns                  | Ambulance match                                       | 16:35  |
| 7       | Heath Slater ha sconfitto Curt Hawkins                    | Single match                                          | 02:10  |
| 8       | Brock Lesnar (c) (con Paul Heyman) ha sconfitto Samoa Joe | Single match per il WWE Universal Championship        | 06:25  |